# Жирекен
Жиреке́н — посёлок городского типа в Чернышевском районе Забайкальского края России.
Распоряжением Правительства РФ от 29 июля 2014 года № 1398-р «Об утверждении перечня моногородов» муниципальное образование включено в категорию «Монопрофильные муниципальные образования Российской Федерации (моногорода) с наиболее сложным социально-экономическим положением».

## География
Расстояние до ближайшей железнодорожной станции 16 км.

## История
Образование поселка связано с открытием в 1954 году Жирекенского месторождения молибдена.
Статус посёлка городского типа — с 1972 года.

## Население
| 1979  | 1989  | 2002  | 2007  | 2009  | 2010  | 2011  | 2012  |
| ----- | ----- | ----- | ----- | ----- | ----- | ----- | ----- |
| 566   | ↗5493 | ↘3937 | ↗4199 | ↗4233 | ↗4565 | ↗4578 | ↗4638 |
| 2013  | 2014  | 2015  | 2016  | 2017  | 2018  | 2019  | 2020  |
| ↗4647 | ↘4623 | ↘4593 | ↘4566 | ↘4490 | ↘4440 | ↘4349 | ↘4266 |
| 2021  |       |       |       |       |       |       |       |
| ↘3439 |       |       |       |       |       |       |       |

## Жирекенский комбинат
В поселке находится Жирекенский горно-обогатительный комбинат (Жирекенский ГОК) — крупное предприятие горной промышленности. Выпускает в том числе молибденовый концентрат для производства ферромолибдена.
В октябре 2013 года о консервации предприятия объявила компания «Союзметаллресурс», которая приобрела предприятие в 2002 году также в состоянии консервации. В 2005 году компания начала строить рядом завод по выплавке ферромолибдена. В связи со снижением цен на молибден и ферромолибден принято решение остановить производство.

## Разное
Входит в Перечень населенных пунктов Забайкальского края, подверженных угрозе лесных пожаров

## Топографические карты
- Лист карты N-50-XXVIII. Масштаб: 1 : 200 000. Указать дату выпуска/состояния местности.